# Richard Stang
Richard Stang (* 1959 im Taubertal) ist ein deutscher Medienwissenschaftler und Hochschullehrer. Er war Professor für Medienwissenschaft an der Fakultät Information und Kommunikation im Studiengang Informationswissenschaften an der Hochschule der Medien Stuttgart (HdM).

## Leben
Richard Stang studierte Erziehungswissenschaft, Soziologie, Politikwissenschaften und Psychologie in Marburg und arbeitete anschließend als Referent und Publizist für verschiedene Einrichtungen im Bereich Medienbildung. 
Von 1989 bis 1993 arbeitete er beim Gemeinschaftswerk der Ev. Publizistik Frankfurt/Main (GEP) in den Bereichen Film und AV-Medien sowie Fortbildung für medienpädagogische Multiplikatorinnen und Multiplikatoren. Er war Mitglied des Redaktionsbeirats der Zeitschrift Medien Praktisch. Von 1993 bis 2006 war er wissenschaftlicher Mitarbeiter beim Deutschen Institut für Erwachsenenbildung. Dort arbeitet er u. a. als Medienbeauftragter und Referent für Kulturelle Bildung. Er war an der Konzeptentwicklung und später der Redaktion der DIE Zeitschrift für Erwachsenenbildung (heute: weiter bilden) beteiligt.
2003 promovierte er zum Thema medienorientierte Organisationsentwicklung. Von 2006 bis 2024 war  er Professor an der HdM Stuttgart und leitete gemeinsam mit Frank Thissen das Learning Research Center sowie das Institut für angewandte Kindermedienforschung (IfaK). Er ist Herausgeber der Reihe „Lernwelten“ im De Gruyter Verlag.
Er berät er Bibliotheken, Weiterbildungs- und Erwachsenenbildungseinrichtungen bei der Entwicklung neuer Lernarchitekturen. An der Entwicklung der Konzepte des Bildungshauses Wolfsburg und des Bildungshauses Norderstedt war er beteiligt und hat diese wissenschaftlich begleitet.

## Publikationen (Auswahl)
- Richard Stang: Bildungs- und     Kulturzentren als kommunale Lernwelten. Konzepte, Umsetzungen und     Perspektive. De Gruyter Saur Verlag Berlin/Boston, 2023. ISBN     978-3-11-050042-4
- Marc Kirschbaum und Richard     Stang (Herausgeber): Architektur und Lernwelten. Perspektiven für die     Gestaltung. De Gruyter Saur Verlag Berlin, 2022. ISBN     978-3-11-073764-6
- Silke Schreiber-Barsch und     Richard Stang: Lernwelt Erwachsenenbildung/Weiterbildung.     Entwicklungen, Konzepte und Perspektiven. De Gruyter Saur Verlag     Berlin, 2021. ISBN     978-3-11-058775-3
- Richard Stang (Herausgeber): Neue     Medien und Organisation in Weiterbildungseinrichtungen. Anregungen für     eine medienorientierte Organisationsentwicklung. Bertelsmann Verlag Bielefeld, 2003. ISBN     978-3-7639-3101-9
- Richard Stang und Konrad Umlauf     (Herausgeber): Lernwelt Öffentliche Bibliothek : Dimensionen der     Verortung und Konzepte. De Gruyter Saur, 2018. ISBN     978-3-11-058787-6.

## Einzelbelege
1. ↑  Carmen Zühlke: Wie lernt man heute? Prof. Dr. Richard Stang über zeitgemäße Lernarchitekturen – Bildungshaus Norderstedt. Abgerufen am 29. November 2023 (deutsch).

| Personendaten    | Personendaten                   |
| ---------------- | ------------------------------- |
| NAME             | Stang, Richard                  |
| KURZBESCHREIBUNG | deutscher Medienwissenschaftler |
| GEBURTSDATUM     | 1959                            |
| GEBURTSORT       | Taubertal bei Bieberehren       |